# Echidna

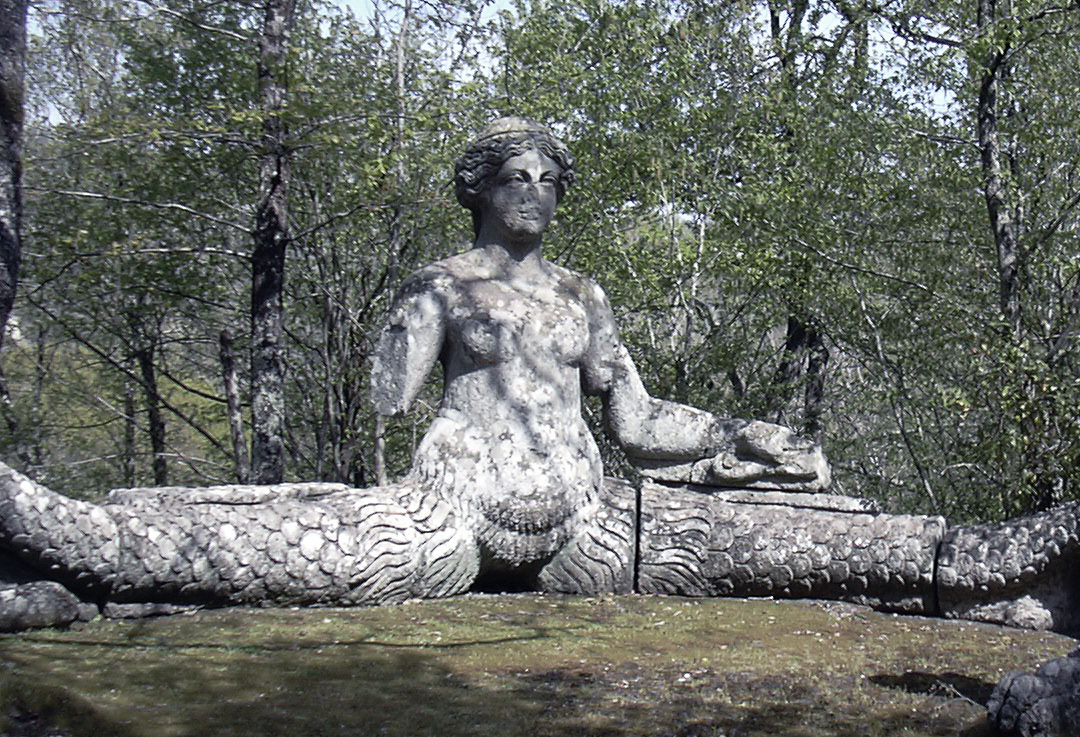
Echidna staty

Echidna, "moder till alla monster", var inom den grekiska mytologin till hälften en vacker kvinna och till hälften en orm. Hon var dotter till antingen Chrysaor och Kallirhoe eller Tartaros och Gaia. Tillsammans med sin bror och make Tyfon fick Echidna många barn. Bland dem fanns hydran, Kerberos, Orthos, Chimaira, nemeiska lejonet, sfinxen och den örn som åt Prometheus lever. Trots att hon aldrig åldrades var hon inte odödlig. Hon mötte döden i form av Argos Panoptes, en jätte med hundra ögon som tjänade Hera.